# 10의 비밀
《10의 비밀》(10の秘密)은 간사이TV에서 제작하여 후지테레비계열 「화요드라마」로 2020년 1월 14일부터 2020년 3월 17일까지 매주 화요일 밤 21:00 ~ 21:54분에 방송했다. 주연은 무카이 오사무로 이혼 후 혼자서 딸을 키우고 있는 싱글파더에게 어느날 딸이 유괴되었다는 전화가 걸려온 후 벌어지는 일을 다룬 서스펜스 드라마.

## 개요
시라카와 케이타(무카이 오사무)는 14살의 딸 히토미(야마다 안나)와 둘이서 살고 있는 건축물인증심사관이다.
일방적으로 이혼을 통보해 온 전처 유키코(나카마 유키에)가 집을 나간 후, 딸에 대해서만 생각하게 되었다.
히토미와는 어떤 이야기라도 털어놓는 관계로 "저런 아빠가 갖고 싶어"라고 히토미의 친구들이 부러워하는 이상의 아버지이다.

그러던 어느 날, 케이타 앞으로 한통의 전화가 걸려온다.
"딸을 데리고 있다. 무사히 돌려받고 싶다면 전처를 찾아내라!"
히토미를 구하기 위해 헤어진 전처를 찾는 도중 전처의 화려한 생활에 감춰진 비밀을 알게 되는가 하면,
무슨 일이라도 이야기 하는 줄 알았던 딸의 비밀까지 알아 버리게 되는데...

## 출연진

### 주연
시라카와 케이타
배우 : 무카이 오사무
14살 난 딸과 함께 사는 싱글파더. 건축물인증심사관
어렸을 때부터 건축가가 되는 것이 목표로 스타디움을 설계하는 꿈을 안고 아틀리에계 설계사무소 취직.
대학시절부터 사겼었던 유키코와 결혼하여 딸을 가졌음.
1급 건축사 자격을 얻어 설계의 기회도 늘어났고 생가 근처에 건물을 구입하는 등 모든 것이 순조롭게 진행되는 듯 보였으나
어떤 일을 계기로 유키코와의 관계가 악화되고 이혼을 하게 됨.

### 주요인물
센다이 유키코
배우 : 나카마 유키에
시라카와 케이타의 전처. 대형건설회사의 고문변호사.
가난한 가정에서 태어나 엄청난 노력을 해서 지금의 자리까지 왔기에 항상 하는 말버릇은 "더욱 위로 올라가고 싶다"
케이타와의 사이에서 딸이 태어났지만 일에 더욱 전념하고 싶다는 말과 함께 이혼서류를 두고 집을 나감.
시라카와 히토미 (14세)
배우 : 야마다 안나
케이타와 유키코 사이에서 태어난 딸.
어느날 갑자기 유괴가 되고, 숨기고 있던 비밀이 아빠에게 밝혀짐.
이시가와 나나코
배우 : 나카 리이사
케이타 집 근처에 사는 보육사.
케이타와는 엄마끼리 친구여서 어렸을 때부터 집을 들락날락할 정도로 남매같은 사이.
주변을 잘 보살펴주는 성격으로 보육원에서도 아빠들에게 인기가 좋음. 하지만 나나코 역시 어떤 비밀을 간직하고 있음.
우츠노미야 류지
배우 : 와타베 아츠로
유키코가 고문변호사로 일하고 있는 대형건설회사의 사원.
위로 올라가고자 하는 의욕이 강한 유키코에게 흥미를 가지게 되며 서로 인정하게 됨.
회사의 비밀을 지키기 위해 케이타와 유키코에게 접근함.

## 스태프
- 극본：고토 노리코
- 음악：하야시 유키, 타치바나 아사미
- 주제가 : 아카야마 키이로 - 모놀로그(モノローグ)
- 프로듀서 : 카사이 히데유키(간사이TV)
- 프로듀서 및 연출 : 미야케 요시시게(간사이TV)
- 연출 - 호라이 카다아기, 나카니시 마사시게
- 제작사 - 간사이TV

## 방송일정

#### [ 본편 ]
| 화                                                         | 방송일          | 부제                                             | 원제                        | 시청률 |
| ---------------------------------------------------------- | --------------- | ------------------------------------------------ | --------------------------- | ------ |
| 제1의 비밀                                                 | 2020년 1월 14일 | 사라진 딸과 전처                                 | 消えた娘と元妻              | 8.9%   |
| 제2의 비밀                                                 | 1월 21일        | 유괴범의 내막... 위험한 구출극                   | 誘拐犯の黒幕…危険な救出劇   | 7.9%   |
| 제3의 비밀                                                 | 1월 28일        | 진범에게 반격... 10년전의 화재사건               | 黒幕への反撃…10年前の火事   | 6.7%   |
| 제4의 비밀                                                 | 2월 4일         | 새로운 전개에... 모든 걸 뒤집어 엎는 악녀의 미소 | 新展開へ…全て覆す悪女の微笑 | 6.2%   |
| 제5의 비밀                                                 | 2월 11일        | 역습 들어가자... 노리는 건 전처의 3억엔          | 逆襲せよ…狙うは元妻の三億円 | 5.4%   |
| 제6의 비밀                                                 | 2월 18일        | 딸을 구하라... 악녀가 꾸미는 3억의 덫            | 娘を守れ…悪女が企む三億の罠 | 6.4%   |
| 제7의 비밀                                                 | 2월 25일        | 맞물리는 비밀... 사라진 3억                      | 交錯する秘密…消えた三億     | 6.0%   |
| 제8의 비밀                                                 | 3월 3일         | 배신의 진실... 전처에게 심판을                   | 裏切りの真相…元妻に裁きを   | 6.4%   |
| 제9의 비밀                                                 | 3월 10일        | 드디어 범인의 정체가... 죄에 대한 고백           | 遂に犯人の正体が…罪の告白   | 6.9%   |
| 마지막 비밀                                                | 3월 17일        | 모든 것을 이어주는 마지막 비밀                   | すべてを繋げる最後の秘密    | 8.1%   |
| 평균시청률 6.96% (시청률은 간토 지방·비디오 리서치사 조사) |                 |                                                  |                             |        |

#### [ 체인스토리 - 숨겨진 열쇠 ][3]
| 화      | 영상 등록일     | 부제              | 원제             |
| ------- | --------------- | ----------------- | ---------------- |
| key 1.5 | 2020년 1월 14일 | 붙잡힌 이유       | 囚われの理由     |
| key 2.5 | 1월 21일        | 도망친 후에       | 逃亡の後に       |
| key 3.5 | 1월 28일        | 사라진 정의       | 消された正義     |
| key 4.5 | 2월 4일         | 숙명의 이유       | 宿命の理由       |
| key5.5  | 2월 11일        | 돈의 냄새         | カネの匂い       |
| key6.5  | 2월 18일        | 의심              | 不審             |
| key7.5  | 2월 25일        | 츠바사와 신이치로 | 翼と真一郎       |
| key8.5  | 3월 3일         | 승자의 게임       | 勝者のゲーム     |
| key9.5  | 3월 10일        | 그날 밤부터 계속  | あの夜からずっと |